# Gorbulino
Gorbulino (ros. Горбулино) – chutor w zachodniej Rosji, w sielsowiecie łobazowskim rejonu oktiabrskiego w obwodzie kurskim.

## Geografia
Miejscowość położona jest przy zachodniej granicy centrum administracyjnego sielsowietu (Żurawlino), 9 km na południe od centrum administracyjnego rejonu (Priamicyno), 20 km na południowy zachód od Kurska, 6 km od drogi magistralnej (federalnego znaczenia) M2 «Krym».
W chutorze znajduje się 9 posesji.
Klimat
Miejscowość, jak i cały rejon, znajduje się w strefie klimatu kontynentalnego z łagodnym ciepłym latem i równomiernie rozłożonymi opadami rocznymi (Dfb w klasyfikacji klimatów Köppena).

## Demografia
W 2010 r. chutor zamieszkiwało 7 osób.